# Lista över ledamöter av Sveriges ståndsriksdag 1710
Ledamöter av Sveriges ståndsriksdag 1710.

## Borgarståndet
| Riksdagsledamot              | Yrke                                       | Valkrets           | Anmärkningar                                                                                               |
| ---------------------------- | ------------------------------------------ | ------------------ | --- |
| Anders Hyltén                | Justitieborgmästare                        | Stockholms stad    | |
| Carl Feif                    | Rådman                                     | Stockholms stad    | |
| Olof von Brehmer             | Stadssekretetrare och borgare              | Stockholms stad    | |
| Elias Forsberg               | Handelsman                                 | Stockholms stad    | |
| Anders Grubb                 | Handelsman                                 | Stockholms stad    | |
| Jochum Cammecker             | Bagaråldermannen                           | Stockholms stad    | |
| Johan Starling               | Borgmästare                                | Uppsala stad       | Representerade även Öregrunds stad.                                                                        |
| Johan Gerdes                 | Stadssekreterare                           | Uppsala stad       | Representerade även Öregrunds stad.                                                                        |
| Johan Christopher von Bergen | Justitieborgmästare                        | Norrköpings stad   | Representerade även Linköpings stad.                                                                       |
| Petter Wetterberg            | Rådman                                     | Norrköpings stad   | |
| Wilhelm Silentz              | Justitieborgmästare                        | Göteborgs stad     | |
| Erik Chytræus                | Politieborgmästare                         | Malmö stad         | Representerade även Skanör, Kristianstads stad och Lunds stad.                                             |
| Isak Glörfelt                | Handelsman                                 | Malmö stad         | Representerade även Skanör och Lunds stad.                                                                 |
| Lars Bergstedt               | Justitieborgmästare och kommersborgmästare | Kalmar stad        | |
| Johan Phoenix                | Justitieborgmästare                        | Åbo stad           | |
| Johan Graan                  | Rådman                                     | Åbo stad           | |
| Anders Hielmberg             | Justitieborgmästare                        | Karlskrona stad    | |
| Didrik Licenius              | Rådman                                     | Västerviks stad    | |
| Peter Strömbeck              | Handelsman                                 | Gävle stad         | |
| Jacob Clerk                  | Justitieborgmästare och häradshövding      | Visby stad         | |
| Johan Holenius               | Borgmästare                                | Falu stad          | Representerade även Säters stad.                                                                           |
| Erik Chytræus                | Politieborgmästare                         | Kristianstads stad | Borgmästare i Malmö och representerade även Skanör, Malmö stad och Lunds stad.                             |
| Gustaf Möldner               | Handelsman                                 | Karlshamns stad    | |
| Olof Carlson                 | Borgmästare                                | Ystads stad        | |
| Erich Rosendahl              | Auditör                                    | Marstrands stad    | |
| Hans Larson Brun             | Rådman                                     | Varbergs stad      | Representerade även Kungsbacka och Laholms stad.                                                           |
| Lars Forsteen                | Handelsman                                 | Helsingfors        | Representerade även Ekenäs.                                                                                |
| Samuel Hadelin               | Landssekreterare                           | Västerås stad      | Representerade även Köpings stad.                                                                          |
| Johan Petre                  | Borgmästare                                | Arboga stad        | |
| Erik Stockenström            | Borgmästare                                | Örebro stad        | Representerade även Askersunds stad.                                                                       |
| Carl Eklund                  | Borgmästare                                | Jönköpings stad    | |
| Johan Christopher von Bergen | Justitieborgmästare                        | Linköpings stad    | Justitieborgmästare i Norrköping och representerade även Norrköpings stad.                                 |
| Mattias Wetterberg           | Rådman                                     | Linköpings stad    | |
| Samuel Hadelin               | Landssekreterare                           | Köpings stad       | Landssekreterare i Västerås och representerade även Västerås stad.                                         |
| Petter Tillander             | Borgare och glasmästare                    | Växjö stad         | Bosatt i Stockholm.                                                                                        |
| Erich Chytreus               | Borgmästare                                | Lunds stad         | Borgmästare i Malmö och representerade även Skanör, Malmö stad och Kristianstads stad.                     |
| Isak Glörfelt                | Handelsman                                 | Lunds stad         | Handelsman i Malmö och representerade även Skanör och Malmö stad.                                          |
| Johannes Nordman             | Borgmästare                                | Söderköpings stad  | |
| Petter Castorin              | Borgmästare                                | Hudiksvalls stad   | |
| Johan Gundmundson            | Rådman                                     | Mariestads stad    | Rådman i Lidköping, representerade även Falköpings stad, Lidköpings stad, Hjo stad och Skövde stad.        |
| Leonard Jakob Ringer         | Rådman                                     | Karlstads stad     | |
| Magnus Sundström             | Borgmästare                                | Härnösands stad    | |
| Zacharias Isachson Bong      | Handelsman                                 | Uleåborg           | Representerade även Brahestad.                                                                             |
| Anders Biörnström            | Borgmästare                                | Torshälla stad     | Representerade även Eskilstuna stad och Mariefreds stad.                                                   |
| Anders Biörnström            | Borgmästare                                | Eskilstuna stad    | Representerade även Torshälla stad och Mariefreds stad.                                                    |
| Magnus Melander              | Borgmästare                                | Borgå              | |
| Erich Bånge                  | Rådman                                     | Vänersborgs stad   | |
| Petter Sparman               | Borgare                                    | Enköpings stad     | |
| Gabriel Menschever           | Borgmästare                                | Sala stad          | |
| Mårten Bergstedt             | Borgmästare                                | Sigtuna stad       | |
| Isach Falander               | Borgmästare                                | Vasa               | Borgmästare i Nykarleby, representerade även Jakobstad, Nykarleby och Gamlakarleby.                        |
| Johan Gundmundson            | Rådman                                     | Lidköpings stad    | Representerade även Falköpings stad, Mariestads stad, Hjo stad och Skövde stad.                            |
| Johan Starling               | Borgmästare                                | Öregrunds stad     | Borgmästare i Uppsala, representerade även Uppsala stad.                                                   |
| Johan Gerdes                 | Stadssekreterare                           | Öregrunds stad     | Stadssekreterare i Uppsala, representerade även Uppsala stad.                                              |
| Johan Utter                  | Borgmästare                                | Lindesbergs stad   | Borgmästare i Nora, representerade även Nora stad.                                                         |
| Johan Utter                  | Borgmästare                                | Nora stad          | Representerade även Lindesbergs stad.                                                                      |
| Lorentz Bergius              | Borgmästare                                | Eksjö stad         | Representerade även Gränna stad.                                                                           |
| Lars Silentz                 | Borgmästare                                | Uddevalla stad     | Representerade även Strömstad.                                                                             |
| Erik Stockenström            | Borgmästare                                | Askersunds stad    | Borgmästare i Örebro, representerade även Örebro stad.                                                     |
| Magnus Melander              | Borgmästare                                | Bogesund           | Borgmästare i Borås, representerade även Borås stad och Alingsås stad.                                     |
| Johan Gundmundson            | Rådman                                     | Hjo stad           | Rådman i Lidköping, representerade även Falköpings stad, Lidköpings stad, Mariestads stad och Skövde stad. |
| Johan Gundmundson            | Rådman                                     | Skövde stad        | Rådman i Lidköping, representerade även Falköpings stad, Lidköpings stad, Mariestads stad och Hjo stad.    |
| Jacob Walstenius             | Häradshövding och borgmästare              | Björneborg         | Borgmästare i Nådendal, representerade även Nådendal, Raumo och Nystad.                                    |
| Jacob Walstenius             | Häradshövding och borgmästare              | Raumo              | Borgmästare i Nådendal, representerade även Nådendal, Björneborg och Nystad.                               |
| Johan Eriksson Höijer        | Rådman                                     | Torneå             | Rådman i Piteå, representerade även Luleå stad, Umeå stad och Piteå stad.                                  |
| Sven Lagerlöf                | Borgmästare                                | Kristinehamns stad | |
| Lorentz Backman              | Borgmästare                                | Sundsvalls stad    | |
| Magnus Blix                  | Borgmästare och faktor                     | Söderhamns stad    | |
| Mattz Kullberg               | Borgare                                    | Borgå              | |
| Isach Falander               | Borgmästare                                | Nykarleby          | Representerade även Jakobstad, Gamlakarleby, Vasa.                                                         |
| Isach Falander               | Borgmästare                                | Gamlakarleby       | Borgmästare i Nykarleby, representerade även Jakobstad, Nykarleby och Vasa.                                |
| Johan Eriksson Höijer        | Rådman                                     | Umeå stad          | Rådman i Piteå, representerade även Luleå stad, Torneå och Piteå stad.                                     |
| Johan Eriksson Höijer        | Rådman                                     | Piteå stad         | Representerade även Torneå, Umeå stad och Luleå stad.                                                      |
| Johan Eriksson Höijer        | Rådman                                     | Luleå stad         | Rådman i Piteå, representerade även Torneå, Umeå stad och Piteå stad.                                      |
| Anders Biörnström            | Borgmästare                                | Mariefreds stad    | Representerade även Eskilstuna stad och Torshälla stad.                                                    |
| Jacob Walstenius             | Häradshövding och borgmästare              | Nystad             | Borgmästare i Nådendal, representerade även Nådendal, Björneborg och Raumo.                                |
| Lars Forsteen                | Handelsman                                 | Ekenäs             | Handelsman i Helsingfors, representerade även Helsingfors.                                                 |
| Johan Gundmundson            | Rådman                                     | Falköpings stad    | Rådman i Lidköping, representerade även Hjo stad, Lidköpings stad, Mariestads stad och Skövde stad.        |
| Magnus Mellander             | Borgmästare                                | Alingsås stad      | Borgmästare i Borås, representerade även Borås stad och Bogesund.                                          |
| Anders Heller                | Handelsman                                 | Vimmerby stad      | |
| Henrich Holmer               | Borgmästare                                | Kungälv            | |
| Hans Brun                    | Rådman                                     | Laholms stad       | Rådman i Varberg, representerade även Kungsbacka och Varbergs stad.                                        |
|                              |                                            | Östhammar          | En representant från Uppsala.                                                                              |
| Johan Holenius               | Borgmästare                                | Säters stad        | Borgmästare i Falun, representerade även Falu stad.                                                        |
| Jacob Walstenius             | Häradshövding och borgmästare              | Nådendal           | Representerade även Björneborg, Raumo och Nystad.                                                          |
| Erich Chytreus               | Politieborgmästare                         | Skanör             | Borgmästare i Malmö och representerade även Lunds stad, Malmö stad och Kristianstads stad.                 |
| Isak Glörfelt                | Handelsman                                 | Skanör             | Handelsman i Malmö, representerade även Lunds stad och Malmö stad.                                         |
| Isach Falander               | Borgmästare                                | Jakobstad          | Borgmästare i Nykarleby, representerade även Vasa, Nykarleby och Gamlakarleby.                             |
| Hans Larson Bruun            | Rådman                                     | Kungsbacka         | Rådman i Varberg, representerade även Laholms stad och Varbergs stad.                                      |
| Zacharias Bång               | Handelsman                                 | Brahestad          | Handelsman i Uleåborg, representerade även Uleåborg.                                                       |
| Lars Silentz                 | Borgmästare                                | Strömstad          | Borgmästare i Uddevalla, representerade även Uddevalla stad.                                               |
| Lorentz Bergius              | Borgmästare                                | Gränna stad        | Borgmästare i Eksjö, representerade även Eksjö stad.                                                       |